# Bazylika Świętego Krzyża w Wechselburgu

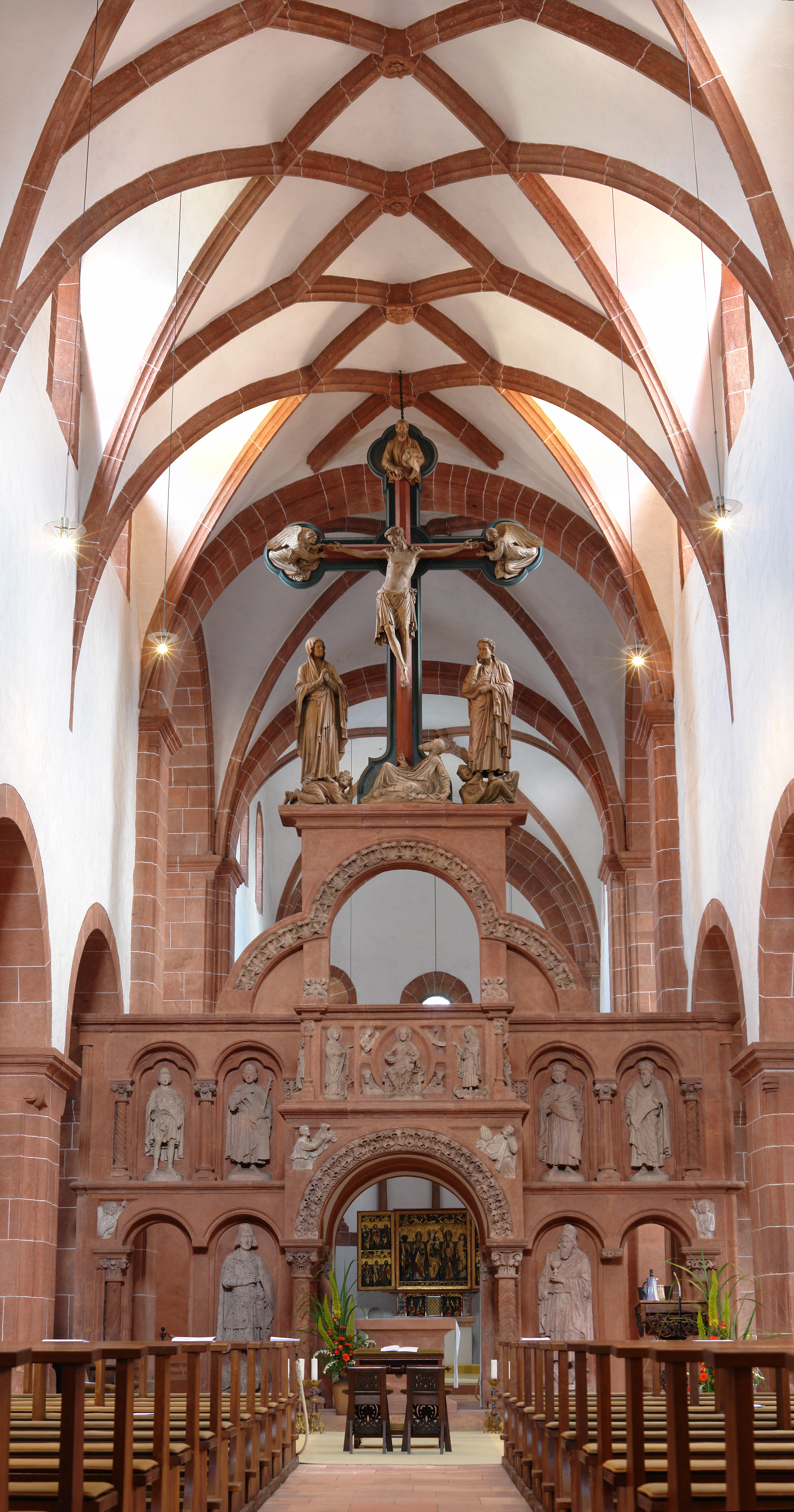
Wnętrze kościoła z lektorium, w tle gotycki główny ołtarz

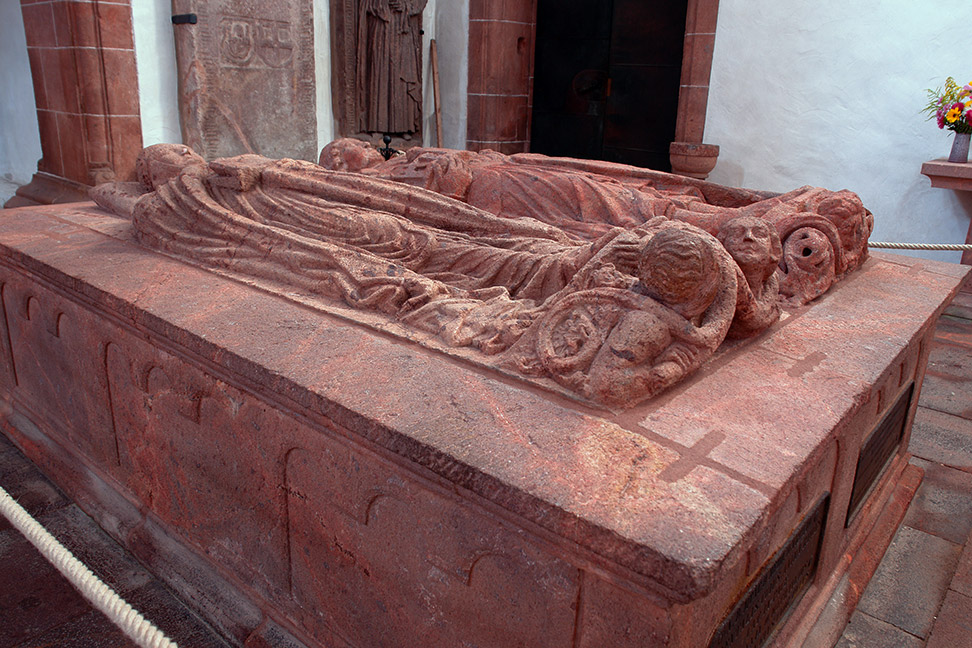
Nagrobek fundatora i jego żony

Bazylika Świętego Krzyża – romański kościół w Wechselburgu w Niemczech, w kraju związkowym Saksonia, zbudowany w XII w. w klasztorze augustianów Zschillen. Po sekularyzacji klasztoru w XVI w. pełniący funkcję kaplicy zamku Wechselburg. Od XIX w. z powrotem katolicki, od 1957 parafialny, od 1993 znowu pełni funkcję także kościoła klasztornego. Bardzo cennym zabytkiem w kościele jest XIII-wieczne lektorium.

## Historia
Kościół Świętego Krzyża w obecnym Wechselburgu powstał w XII w. z fundacji późniejszego margrabiego Łużyc Dedona III z dynastii Wettynów. W 1156 odziedziczył on miasto Rochlitz z okolicami i rozpoczął fundację klasztoru Zschillen, do którego sprowadził z ufundowanego przez jego ojca klasztoru Lauterberg augustianów. Do budowy założenia użyto porfiru z Rochlitz. Wschodnia część kościoła została poświęcona przez biskupa Miśni Gerunga w 1168, cała świątynia została ukończona prawdopodobnie ok. 1180  . Istnieje wzmianka o poświęceniu całej świątyni w 1184. Świątynia miała być nekropolią rodu Dedona  . On sam został tu pochowany w 1180, obok dwóch swych synów, później pochowano tu też jego żonę i kolejnych dwóch synów, Dytryka i Konrada. Ok. 1230–1235 wzniesiono w kościele okazałe, rzeźbione lektorium .
Wskutek zaburzeń w klasztorze Henryk III Dostojny rozwiązał go w 1278 i przekazał go krzyżakom  . Ci w XV w. przebudowali kościół, m.in. zmieniając stropy na sklepienia i likwidując kryptę pod prezbiterium. W 1543 dobra krzyżackie zostały zsekularyzowane i przeszły na własność księcia Maurycego Wettyna. W tym samym roku zamienił klasztor i jego dobra za dobra położone w Saskiej Szwajcarii z hrabiami Schönburga  . Klasztor uległ pożarowi w 1557, a kościół przez długi czas stał nieużywany.
W drugiej połowie XVII w. jeden z hrabiów Schönburga odnowił świątynię, pełniącą odtąd funkcję kościoła zamkowego , a także nekropolii hrabiowskiej. Podzielono wówczas na części cenne romańskie lektorium, które usunięto ze swego miejsca i wykorzystano w innych celach (część użyto jako ścianę ołtarzową w apsydzie, część jako ambonę w nawie) . W 1843 rozpoczęto na powrót odprawiać w nim nabożeństwa katolickie , a w drugiej połowie XIX w. odnowiono go przywracając mu pierwotną postać . 
Po drugiej wojnie światowej rodzinę hrabiowską wywłaszczono, ale kościół nadal pełnił funkcje sakralne i był centrum pielgrzymkowym. W 1957 stał się kościołem parafialnym dla Wechselburga. W latach 1952–1972 przeprowadzono prace restauracyjne, podczas których m.in. na powrót ustawiono lektorium . Od 1993 kościół służy także zgromadzeniu benedyktynów, którzy znaleźli miejsce w części zbudowanego na miejscu klasztoru zamku .
4 marca 2018 kościół został wyniesiony do godności bazyliki mniejszej.

## Opis
Kościół zbudowano w stylu romańskim, w formie trójnawowej bazyliki, na planie krzyża . Prezbiterium zamknięte jest apsydą, dwie inne apsydy znajdują się przy wschodnich ramionach transeptu, który jest nieco szerszy od korpusu nawowego. Pierwotnie sklepienia otrzymały tylko prezbiterium oraz empora, w pozostałych częściach kościoła znajdowały się stropy. Obecne gotyckie sklepienia powstały w XV w. Świadectwem kunsztu budowniczych są rzeźbione, kamienne kolumny empory . 
Wyjątkowo cennym zabytkiem sztuki romańskiej jest znajdujące się w kościele XIII-wieczne lektorium – przegroda oddzielająca prezbiterium przeznaczone dla zakonników od korpusu nawowego udostępnianego świeckim  . W głównej części lektorium, ponad głównym przejściem znajduje się Jezus Chrystus w scenie Deesis: po bokach Chrystusa znajdują się Maria i Jan Chrzciciel. Na bocznych ścianach głównej części znajdują się sceny ze Starego Testamentu: ofiarę Abrahama oraz Kaina i Abla. W bocznych częściach lektorium znajdują się duże figury sześciu proroków starotestamentowych. Zwieńczeniem lektorium jest sięgająca sklepienia kościoła grupa Ukrzyżowania z Chrystusem triumfującym (zwyciężającym śmierć), Adamem leżącym u stóp krzyża oraz Marią i Janem Chrzcicielem stojącymi po bokach .
W bazylice znajduje się także cenny nagrobek fundatora, margrabiego Dedona i jego żony Matyldy .
Kościół należy do najlepiej zachowanych romańskich budowli w Niemczech, a lektorium jest jednym z najpiękniejszych dzieł sztuki romańskiej na całym obszarze niemieckojęzycznym.